# 白鷹 (企業)
白鷹株式会社（はくたか）は、兵庫県西宮市に本社を置く日本の酒造会社。
灘五郷の西宮郷に位置する。辰馬本家からの分家によって創業した。伊勢神宮御料酒を神饌として提供している。酒造の他に、日本酒をテーマにした施設、白鷹禄水苑の運営も行っている。

## 沿革
※ 会社概要｜生粋の灘酒 白鷹株式会社（外部サイト）
- 1862年（文久2年） - 辰馬悦蔵が辰馬本家から分家して創業[4]。
- 1877年（明治10年） - 東京で開催された日本初の内国勧業博覧会に出品し花紋賞を受賞[3]。
- 1889年（明治22年） - フランスで開催されたパリ万国博覧会 (1889年)に出品し賞杯を得たのをはじめ、その他の海外の万国博覧会でも受賞。
- 1893年（明治26年） - 村米制度始める。
- 1897年（明治30年） - 二代辰馬悦蔵（初代長女の婿養子）が家業を継ぐ。
- 1909年（明治42年） - 東京滝野川にあった国立醸造試験所（現・酒類総合研究所）で開かれた第二回全国清酒品評会（現・全国新酒鑑評会）で「優等賞」受賞。
- 1917年（大正6年） - 三代辰馬悦蔵（二代長男）が家業を継ぐ。
- 1924年（大正13年） - 伊勢神宮の大御饌に白鷹の清酒が全国で唯一採用される。
- 1929年（昭和4年） - 「北辰馬商店」より「株式会社辰馬悦蔵商店」に変更
- 1974年（昭和49年） - 辰馬寛男（三代長男）が家業を継ぐ。
- 1992年（平成4年） - 「株式会社辰馬悦蔵商店」から「白鷹株式会社」に社名を変更。
- 1995年（平成7年） - 阪神・淡路大震災で被災するも被害は最小限にとどまる。
- 2003年（平成15年） - 四代辰馬寛男逝去。五代社長に辰馬眞澄が就任。
- 2005年（平成17年） - 北店、前蔵の2つの蔵を改修し、新瓶詰工場、倉庫を建設。
- 2009年（平成21年） - 六代社長に澤田朗が就任。

## 創業者

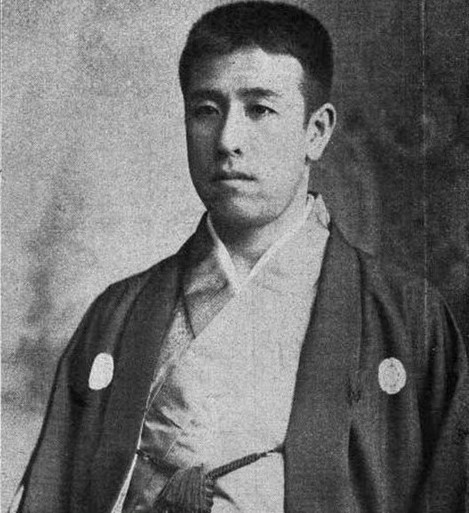
悦蔵の長男・篤市（13代辰馬吉左衛門）

初代辰馬悦蔵は天保6年（1835年）に西宮の浅尾家の長男として生まれ、辰馬家本家（辰馬本家酒造）の三女の婿養子となる。本家より独立し（通称・北辰馬家）、当時西宮にあった雀部家（魚崎の酒造家・雀部市郎右衛門）の「鱗蔵」（鱗井戸の宮水で仕込む酒蔵）を買い取り酒造を開始、「鱗」印と銘うって江戸への積み出しを開始し、のち「白鷹」印を出す。引退後は悦叟と名乗る。長男の篤市（1868-1943）は1883年に辰馬家本家に養子に入り、一時東京新川の酒問屋・山縣源次郎の養嫡子となったが、1896年に辰馬本家に呼び戻され、家督を継いで13代当主・辰馬吉左衛門となる。次男の豊一は浅尾市朗助の養子となって浅尾豊一を名乗り、その次女・富貴子は新川の酒問屋・山縣商店に養女に入ったのち、辰馬本家の縁戚にあたる本町辰馬家・辰馬卯一郎の三男・山縣勝見を婿とした。
2代目辰馬悦蔵は初代悦蔵の長女もんの婿。その長男・寛爾が3代辰馬悦蔵。3代目は京都帝国大学で考古学を学び、酒業の傍ら研究を続け、のちに辰馬考古資料館を設立した。また、第一次大戦後の大正景気に沸く1916年（家業を継ぐ前年）から世界恐慌後の1933年までの間に、悦蔵の資産は20倍近くに増え、灘の酒造界において、大手の辰馬本家（白鹿）、嘉納財閥2家（菊正宗と白鶴）に次ぐ資産額となった。その長男・辰馬寛男が4代目社長となり、その娘婿の澤田朗が5代目社長を務める（2009年-）。

## 主な商品
- 大吟醸 白鷹
- 極上 白鷹
- 超特撰 白鷹
- 白鷹 吟醸
- 金松/黒松/青松

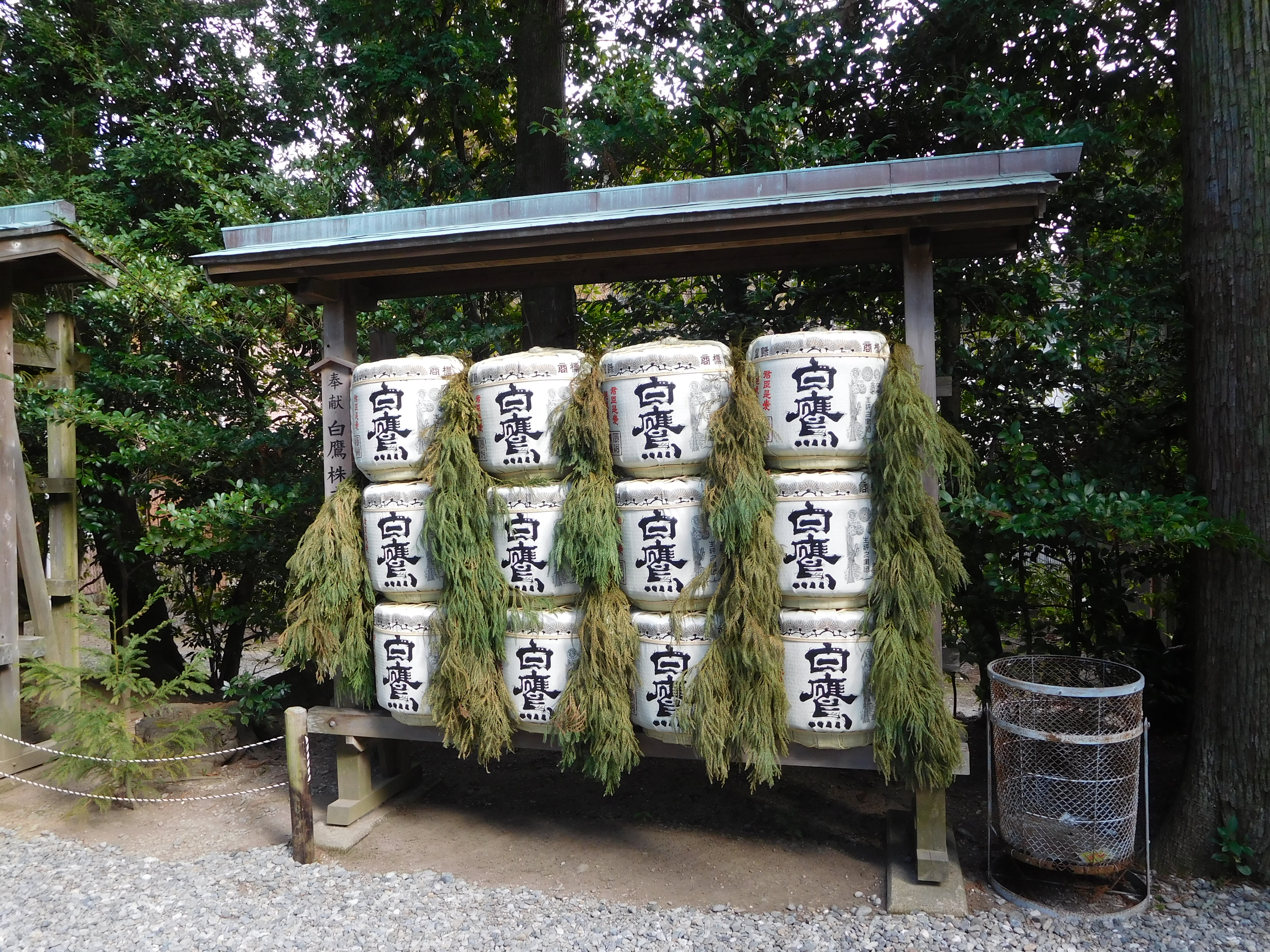
猿田彦神社（三重県伊勢市）に奉納された白鷹の酒樽

- 清酒タイガース - プロ野球阪神タイガースのマークがラベルにデザインされている[11]。

## 外部サイト
- 白鷹株式会社